# Fannia vesparia
Fannia vesparia is een vliegensoort uit de familie van de Fanniidae. De wetenschappelijke naam van de soort is voor het eerst geldig gepubliceerd in 1891 door Meade.